# Saxifraga berica
Saxifraga berica là một loài thực vật có hoa trong họ Saxifragaceae. Loài này được (Bég.) D.A.Webb miêu tả khoa học đầu tiên năm 1963.